# Хаљина (фотографија)
Хаљина је фотографија која је 26. фебруара 2015. постала вирална интернет сензација јер су гледаоци ушли у расправу око тога да ли је хаљина на слици обојена у црно и краљевско плаву, или у бело и златно. Феномен је открио разлике у перцепцији људског ока, које су биле предмет сталних научних истраживања о неурологији и офталмологији, са бројним чланцима објављеним у научним часописима.
Фотографија је настала из испране фотографије хаљине објављене на друштвеној мрежи Тамблер. Недељу дана након настанка слике, више од 10 милиона људи је поменуло хаљину, користећи ознаке хаштага (енгл. 'hashtag') као што су #thedress, #whiteandgold и #blackandblue. Иако је боја стварне хаљине на крају потврђена као плава и црна, слика је започела многе дебате, а корисници су расправљали о боји и о томе како су доживели хаљину на фотографији. Научници су почели да истражују фотографију ради нових увида у људско вид.
Сама хаљина, која је идентификована као производ малопродајне компаније Роман Оригинал (енгл. Roman Originals), доживела је велики пораст продаје као резултат инцидента. Продавац је такође као добротворну акцију произвео једнократну верзију хаљине у белој и златној боји.

## Порекло фотографије
Отприлике недељу дана пре венчања брачног пара Грејс и Кеир Џонстон из Колонсаја у Шкотској, младина мајка Сесилија Блејсдел направила је фотографију хаљине у тржном центру Чешире Оакс северно од Честера у Енглеској, коју је планирала да обуче на венчање и послала својој ћерки. Након несугласица око боје хаљине, млада је слику објавила на друштвеној мрежи Фејсбук, а њени пријатељи се такође нису сложили око боје. Неки су је видели као белу са златном чипком, док су је други видели као плаву са црном чипком. За недељу дана, расправа је постала добро позната у Колонсају, малој острвској заједници.
На дан венчања, Кејтлин Мекнејл, пријатељица младе и младожење и члан шкотске фолк музичке групе Канах, наступила је са својим бендом на венчању у Колонсају. Чак и након што су видели да је хаљина у стварности „очигледно плава и црна“, музичари су били преокупирани фотографијом. Рекли су да умало нису закаснили на бину, јер су разговарали о хаљини. Неколико дана касније, 26. фебруара, Мекнејл је слику ставила на свој блог на Тамблер и поставила исто питање својим пратиоцима, што је довело до даље јавне расправе око слике.

## Одговор јавности

### Ширење популарности
Кејт Холдернес, која је водила Тамблер сајт Базфид у канцеларијама у Њујорку, приметила је поруку од Мекнејл која је тражила помоћ у решавању спора око боје хаљине. Првобитно је одбила захтев, али кад је прегледала страницу на крају дана, видела је да је стигло око 5.000 обавештења, за које је рекла да је „сулуду вирално (за Тамблер)“. Том Крајст, Тамблеров директор података, рекао је да је на врхунцу страница добијала 14.000 прегледа у секунди (или 840.000 прегледа у минути), што је знатно више од нормалних стопа прегледа садржаја на веб сајту. Касније те ноћи, број укупних прегледа се повећао десетоструко.
Власник фотографије ју је показао другим члановима друштвене мреже, који су одмах започели расправу око боје хаљине. Након што је направила једноставну анкету за пратиоце странице, завршила је са послом и вратила се возом кући у Бруклину. Када је сишла с воза и проверила свој телефон, затрпале су је поруке са разних страница. “Нисам могла да отворим Твитер јер се непрестано гасио. Мислила сам да је неко умро, можда. Нисам знала шта се догађа”. Касније у вечерњим сатима, страница је поставила нови рекорд на Базфиду који је у врхунцу достизао 673.000 посетиоца.
Популарна слика постала је светски познати мим на друштвеним мрежама. Твитер корисници су направили хештагове #whiteandgold, #blueandblack и #dressgate да би дискутовали о боји хаљине и њиховој теорији. Број твитова о хаљини повећао се током ноћи. У 18:36 ЕСТ, када се догодило прво повећање броја твитова о хаљини, било је пет хиљада твитова у минути користећи хештаг #thedress, повећавајући се на 20 000 твитова у минути до 20:31 ЕСТ. Фотографија је такође започела дискусију која се односи на тривијалност материје у целини. Вашингтон Пост ју је описао као “драму која је поделила планету”. Неки чланци шаљиво сугеришу да би хаљина могла подстаћи “егзистенцијалну кризу” око природе вида и стварности или да би расправа могла наштетити међуљудским односима. Други су се запитали зашто се људи толико расправљају око наизглед тривијалне ствари.

### Популарност преко ноћи
Те вечери, неуронаучник са Велсли колеџа, Бевил Конвеј је дао коментар о феномену новинару Вајреда, Адаму Роџерсу. Пре него што су спустили слушалицу, Роџерс га је упозорио: “твоје сутра неће бити исто”. Конвеј је мислио да новинар преувеличава, рекавши: “Нисам могао ни да замислим шта ће се догодити. Чак ни приближно.” Роџерсова прича на крају је прегледана 32.8 милиона пута. У међувремену, када се Конвеј пробудио следећег јутра, у инбоксу је било толико е-мејлова о хаљини да је прво помислио да је његов налог хакован све док није видео да су највећи део мејлова захтеви за интервјуисање великих медијских организација. “Обавио сам 10 интервјуа и морао сам да замолим колегу да преузме мој разред тај дан”, рекао је Конвеј.
Познате личности са већим бројем пратилаца на Твитеру су почеле да се оглашавају. Тејлор Свифт је поставила твит који описује како док је видела плаву и црну, цео призор јој је оставио збуњеном и уплашеном, који је подељен 111.134 пута и лајкован 154.188 пута. Џејден Смит, Френки Муниз, Деми Ловато, Минди Кејлинг и Џастин Бибер су се сложили да је хаљина плава и црна, док су Ана Кендрик, Б. Џ. Новак, Кејти Пери, Џулијана Мур и Сара Хајланд видели да је бела и златна. Ким Кардашијан твитовала је да је видела белу и златну, док је њен муж Кање Вест видео плаву и црну. Луци Хејл, Фиби Тонкин и Кејти Нолан су видели различите боје у различито време. Политичари, владине агенције и друштвене мреже познатих брендова су такође одмеравале проблем. На крају, хаљина је била предмет 4.4 милиона твитова у року од 24 сата.
У Великој Британији, одакле је феномен започео, Јан Џонсон, креативни менаџер за произвођача хаљина Роман Оригиналс, сазнао је за полемику преко његовог Фејсбук налога тог јутра. “Био сам стварно запрепашћен. Само сам се насмејао и рекао супрузи да је боље да одем на посао.”
Предузећа која нису имала ништа са хаљином па чак ни са производњом одеће, посветила су пажњу овом феномену на друштвеним мрежама. Адоби (енгл. Adobe) је поделио твит другог корисника који је користио неке од компанијских програма да издвоји боје хаљине. “Ускочили смо у расправу, мислећи, хајде видимо шта ће се десити.” Присетила се Керен До, виши менаџер компаније за друштвене медије. 
Бен Фишер из Њујорк Бизнис Журнала (енгл. New Jork Buisness Journal) известио је да је интересовање за први чланак о хаљини на Базфиду показало вертикални раст уместо типичне криве звона виралног феномена, што је довело Базфид да додели два уредничка тима како би креирали додатне чланке о хаљини због прихода од огласа, и до 1. марта оригинални чланак са Базфида скупио је 37 милиона прегледа. Коментатор CNN-а Мел Робинс је хаљину навела као виралну појаву која има потребне квалитете позитивне пристраности која укључује „страхопоштовање, смех, забаву“ и упоређиван је са „потером ламе“ тог дана.

### Праве боје хаљине су потврђене
Хаљина од продавца Роман Оригиналс, је потврђена као краљевско плава, која је заправо била комбинација црне и плаве боје. Иако је доступна у три друге боје (црвена, ружичаста и светло жута, свака са црном чипком), верзија у белој и златној боји није била доступна у том тренутку. Дан након Мекнејиловог поста, веб сајт Роман Оригиналс доживео је нагли пораст саобраћаја. Представник продаваца изјавио је: „Распродали смо хаљину за 30 минута, и након што смо обновили залихе. Постала је феномен“. 28. фебруара, Роман је најавио да ће направити бело-златну хаљину за добротворну акцију Комик Рилиф.
До 1. марта, преко две трећине корисника Базфида је на анкети одговорило да је хаљина бела и златна. Неки људи су причали да хаљина сама мења боје. Медији су нагласили да је на слици лоша експозиција и слаб баланс беле боје, због чега су боје испране, што је некима променило перцепцију.

## Научна објашњења
Тренутно не постоји усаглашено научно објашњење зашто хаљина изазива такву различиту перцепцију боја код гледалаца, иако су оне потврђене и окарактерисане у контролисаним експериментима (описано у даљем тексту). Нису изграђени синтетички стимуланси боја који би могли да понове ефекат као оригинална слика.
Неуронаучници Бевил Конвеј и Џеј Најц верују да је разлика у мишљењу резултат тога како мозак види боју и како се адаптира. Конвеј верује да је повезано са тиме како мозак обрађује разне нијансе дневног светла: „Ваше очи гледају предмет, а ви покушавате да пропустите хроматску нијансу… људи пропустају или плаву боју, па у том случају виде белу и златну, или пропуштају златну боју, у том случају остају са плавом и црном“.
Сличну теорију изложио је Паул Нокс са Универзитета Ливерпул, који је изјавио на да оно што мозак тумачи бојом може утицати уређај на којем се приказује фотографија или сопствена очекивања гледалаца.
Науролог и психолог Паскал Валиш каже да иако су суштинско двосмислени стимуланси познати науци већ дужи низ година, ово је први такав стимуланс у домену боја који је добио пажњу науке са друштвених мрежа. Различите перцепције приписује разликама у осветљењу и врсти тканине, али такође примећује да је стимуланс крајње необичан у крајњем случају, јер се перцепција већине људи не мења. Ако се то и догађа, догађа се само кроз дужи временски периоди, што је врло необично за бистабилне надражаје. Осим тога, каже да расправе о овом надражају нису неозбиљне, јер стимуланс као и за науку тако и за парадигмичан случај о томе како различити људи различито виде свет. Данијел Хардиман-Макартни са Факултета за оптику је изјавио да је слика двосмислена, сугеришући да је илузију изазвала јака жута светлост која сија на хаљину и људско опажање боја хаљине и извора светла коју упоређују са другим бојама и предметима на слици. Филозоф Бери Смит је упоредио феномен са Лудвиг Витгенштајн-овом илузијом зеца и патке.
Научни часопис о истраживању вида Дневник Вида (енгл. The Journal Of Vision), најавио је у марту 2015. године да ће изаћи посебан број о хаљини под насловом A Dress Rehearsal for Vision Science. Научни рад је у току. Прва велика научна студија о хаљини објављена је у часопису Биологија Данашњице (енгл. Current Biology) три месеца након што је слика постала вирална. Студија у којој је учествовало 1.400 испитаника открила је да 57% хаљину види као плаву и црну; 30% је видело бело и златно; 11% их је видело као плаву и браон и 10% је могло да потврди било коју комбинацију. Мали број је видело плаво и златно. Жене и старији људи су несразмерно видели хаљину као белу и златну. Истраживачи су даље открили да ако је хаљина приказана у вештачкој жутој расвети, готови сви испитаници виде хаљину као црну и плаву, док су је видели као белу и златну ако је симулирано светло са плавом нијансом. 
Друга студија часописа Дневник Вида (енгл. The Journal Of Vision) открила је да су људи који су рано устајали вероватно мислили да је хаљина осветљена природном светлошћу, видели белу и златну, а „ноћне птице“ хаљину видели као плаву и црну.
Студија коју су спровели Schlaffke et al. извештава да су појединци који су хаљину видели као белу и златну, показали повећану активност у предњем и перијеталном делу мозга. Сматра се да су ова подручја критична у вишим когнитивним активностима.
Професор Одељења за психологију Филозофског факултета Универзитета у Београду, др. Дејан Тодоровић, објаснио је да је могуће да је разлика физиолошка а не физичка. У мрежњачи постоје три врсте чепића, тј. ћелија помоћу којих се опажају разлике у бојама, којих има око пет милиона. Једни боље региструју краће таласне дужине, други средње дужине а трећи дуге дужине. Те ћелије нису код свих људи заступљене у једнаким процентима, већ могу постојати знатне варијације, што значи да, у принципу, различити људи могу опажати боје на нешто различит начин.
Такође, има извесних поремећаја опажања боја који настају услед недостатка неких врста чепића. Најчешће је реч о недостатку чепића задужених за регистровање средњих или дугих таласних дужина. Наранџаста боја спада у те категорије, и особе са таквим поремећајем опажају jе као нешто тамнију. Међутим, таквих особа нема више од седам-осам одсто, и у огромноj већини су мушкарци. Зато би било занимљиво знати не само које боје виде људи на овоj слици, него и којег су пола.
Jош jедна релевантна чињеница jе да опажање боја може да jако зависи од контекста, тj. околних боја. Нпр, иста боја може на тамноj околини да изгледа као светлонаранџаста, а на светлоj као тамнобраон. Разлике у опажању боја на слици могле би можда да потичу од разлика међу људима с обзиром на jачину дејства визуелног контекста, додао је Тодоровић.
Једно од популарних објашњења се управо бави овим аспектом визуелног система. Када посматрамо бео папир осветљен црвеном светлошћу, веома лако закључујемо да jе папир, иако делује црвено, у ствари заиста беле боје. Наш визуелни систем jе научен да са огромном лакоћом, рутински, одбацује информацију о боји извора светлости, и да извуче само информацију о реалноj боји посматраног објекта. Људи су еволуирали прилагођени на дневну светлост, која у зору даје ружичасто осветљење, током дана плавичастобело, и црвенкасто при заласку Сунца.
Индивидуалне разлике које настају при опажању боја ове хаљине на фотографији су последица тога што наш визуелни систем одабира да различите нијансе означи као последицу боје осветљења и да их самим тим и одбаци. Људи чији систем аутоматски занемари плавичасте тонове (претпостављајући да jе хаљина у хладу) биће убеђени да jе хаљина коју виде заиста златно-бела, док ће људи који занемаре златни одсјаj видети црно-плаву хаљину.

## Утицај
Хаљина је доспела на више листа значајних интернет мимова током 2015. године. Као оригинални аутори фотографије која је изазвала феномен, Блејсдел и њен партнер Пол Џинкс су били фрустрирани и разочарани што су „потпуно изостављени из приче“, нарочито због недостатка контроле над причом, изостављања њихове улоге у открићу и комерцијалне употребе фотографије.